# Униря-Триколор
«Униря-Триколор» Бухарест (рум. Unirea Tricolor București) — колишній румунський футбольний клуб з Бухареста, що існував у 1926—1958 роках.
Утворений у 1926 році шляхом злиття футбольних клубів «Униря Бухарест» (утворений у 1924 році) та «Триколор Бухарест» (утворений у 1914 році).

## Досягнення
- Ліга I
  - Чемпіон: 1940–41
- Ліга II
  - Чемпіон: 1938–39, 1946–47, 1948–49, 1950
- Кубок Румунії
  - Фіналіст: 1935–36, 1940–41.